# Kinice (województwo zachodniopomorskie)
Kinice – wieś sołecka w Polsce położona w województwie zachodniopomorskim, w powiecie myśliborskim, w gminie Nowogródek Pomorski.
W 2021 r. we wsi mieszkało 291 osób. Znajduje się nad jeziorem Karskie Wielkie.
W latach 1975–1998 miejscowość administracyjnie należała do województwa gorzowskiego.
Z miejscowości pochodzi wielokrotny mistrz świata i Polski, żużlowiec Bartosz Zmarzlik.